# Williams FW27
O  FW27 é o modelo da WilliamsF1 da temporada de 2005 da Fórmula 1. Condutores: Mark Webber, Nick Heidfeld e Antonio Pizzonia.

## Resultados[1]
(legenda) (em negrito indica pole position)
| Ano  | Chassi | Motor         | Pneus | N° | Pilotos          | 1   | 2   | 3   | 4   | 5   | 6   | 7   | 8   | 9   | 10  | 11  | 12  | 13  | 14  | 15  | 16  | 17  | 18  | 19  | Pontos | Posição |  |
| ---- | ------ | ------------- | ----- | -- | ---------------- | --- | --- | --- | --- | --- | --- | --- | --- | --- | --- | --- | --- | --- | --- | --- | --- | --- | --- | --- | ------ | ------- |  |
|      |        |               |       |    |                  |     |     |     |     |     |     |     |     |     |     |     |     |     |     |     |     |     |     |     |        |         |  |
|      |        |               |       |    |                  | AUS | MYS | BHR | SMR | ESP | MON | EUR | CAN | USA | FRA | GBR | GER | HUN | TUR | ITA | BEL | BRA | JAP | CHN |        |         |  |
| 2005 | FW27   | BMW P84-5 V10 | M     | 7  | Mark Webber      | 5   | Ret | 6   | 7   | 6   | 3   | Ret | 5   | DNS | 12  | 11  | NC  | 7   | Ret | 14  | 4   | NC  | 4   | 7   | 66     | 5°      |  |
| 2005 | FW27   | BMW P84-5 V10 | M     | 8  | Nick Heidfeld    | Ret | 3   | Ret | 6   | 10  | 2   | 2   | Ret | DNS | 14  | 12  | 11  | 6   | Ret |     |     |     |     |     | 66     | 5°      |  |
| 2005 | FW27   | BMW P84-5 V10 | M     | 8  | Antônio Pizzonia |     |     |     |     |     |     |     |     |     |     |     |     |     |     | 7   | 15† | Ret | Ret | 13† | 66     | 5°      |  |

† Completou mais de 90% da distância da corrida.